# Euryurus squamatus
Euryurus squamatus är en mångfotingart som beskrevs av Koch. Euryurus squamatus ingår i släktet Euryurus och familjen Aphelidesmidae. Inga underarter finns listade i Catalogue of Life.